# Giovanni Maria Morlaiter
Giovanni Maria Morlaiter (15 de febrero de 1699 - 22 de febrero de 1781) fue un escultor italiano del período Rococó y Barroco tardío, principalmente activo en su nativa Venecia.

## Vida
El padre, Gregorio Morleiter o Gregori Madleitner, era un soplador de vidrio de Villabassa, en la Val Pusteria, y en 1697 parecía que ya residía en Venecia.
La mayor parte de la producción artística veneciana de Giovanni Maria se concentró en la Iglesia de Santa Maria del Rosario (Gesuati). A la vista de su primera obra (La gloria de los ángeles, 1737), el arquitecto del templo, Giorgio Massari, le confió la realización de la escultura del edificio sagrado. Las estatuas se colocaron en seis nichos, con otros tantos bajorrelieves. Procediendo en el sentido de las agujas del reloj, las esculturas son: Abraham (1754) y Jesús y el centurión (1754); Aarón (1750) y Jesús sana al ciego (1750); La gloria de los ángeles (1739); San Pablo (1740) y Jesús se aparece a la Magdalena (1743); Cristo se aparece al incrédulo Tomás (1747, sin nicho); Bautismo de Jesús (1746); San Pedro (1744); Cristo y la samaritana en el pozo (1744); Moisés (1748-1750) y la Curación del paralítico (1748-1750); Melquisedec (1755) y San Pedro caminando sobre las aguas (1755).
Giovanni Maria Morlaiter fue uno de los miembros fundadores y consejeros de la Academia de Bellas Artes de Venecia. Su hermano Michelangelo Morlaiter también fue pintor y escultor. El segundo hijo, Gregorio Morlaiter (1738-1784), fue escultor como su padre.

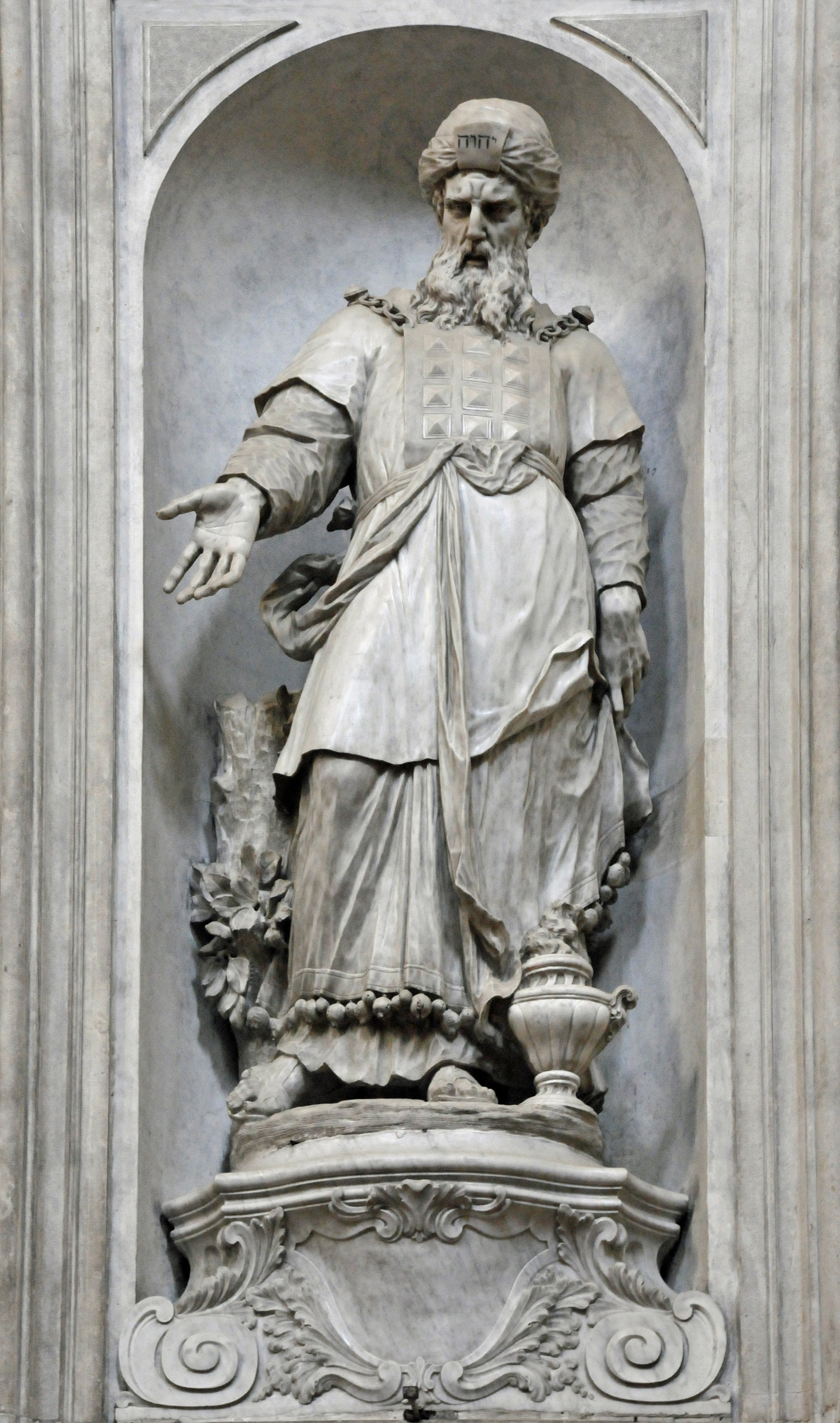
Aarón
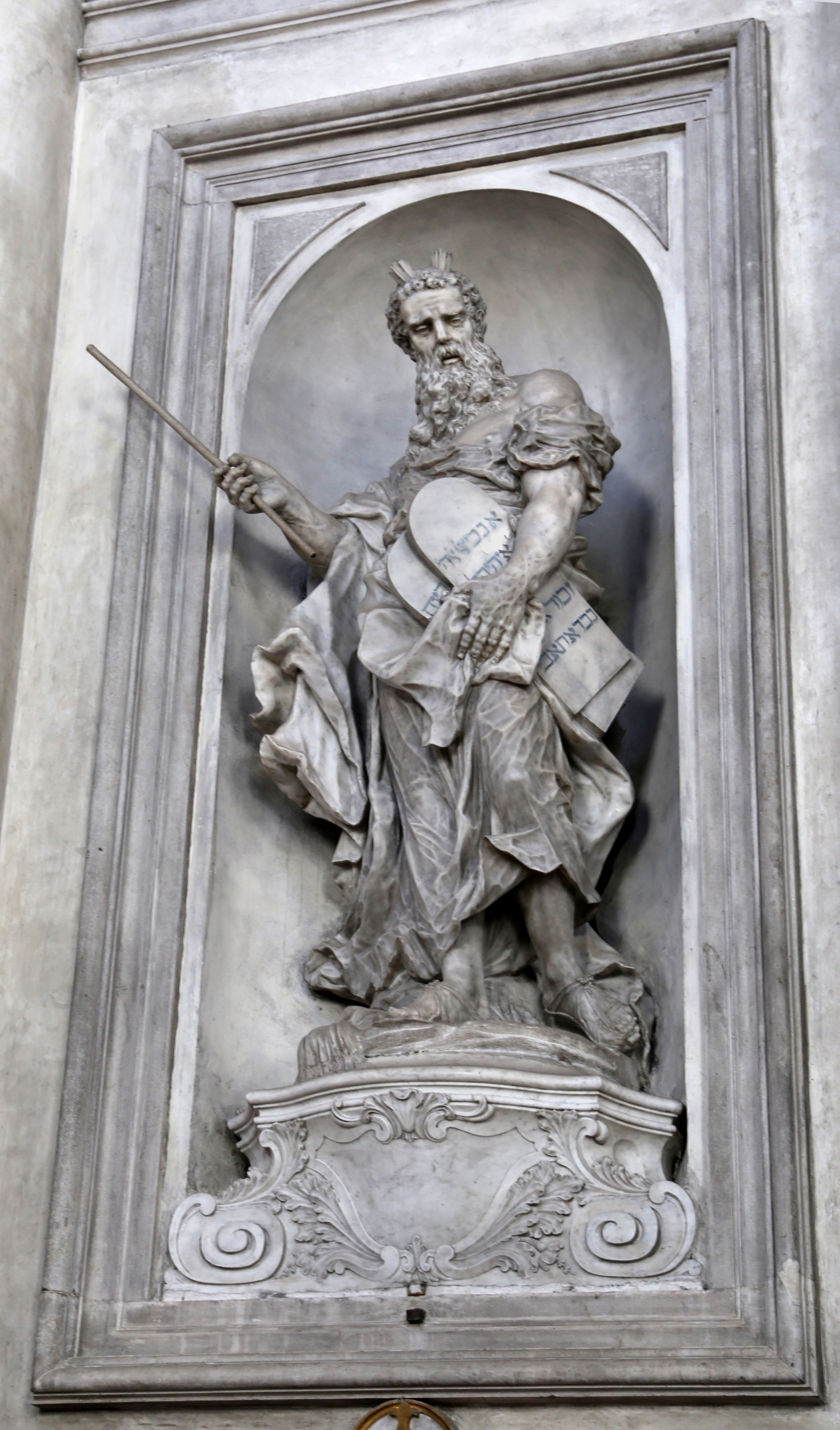
Moisés
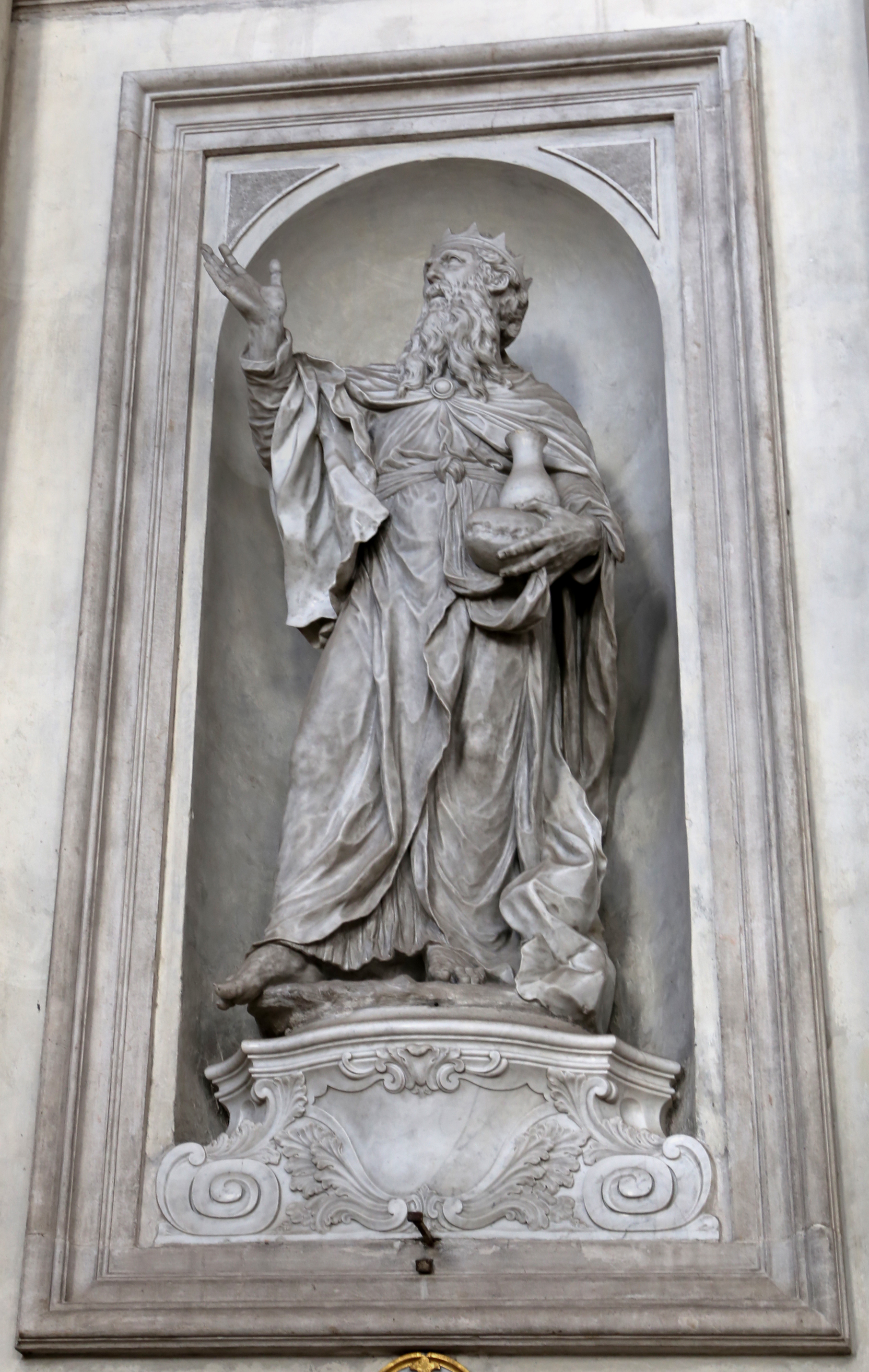
Melquisedec
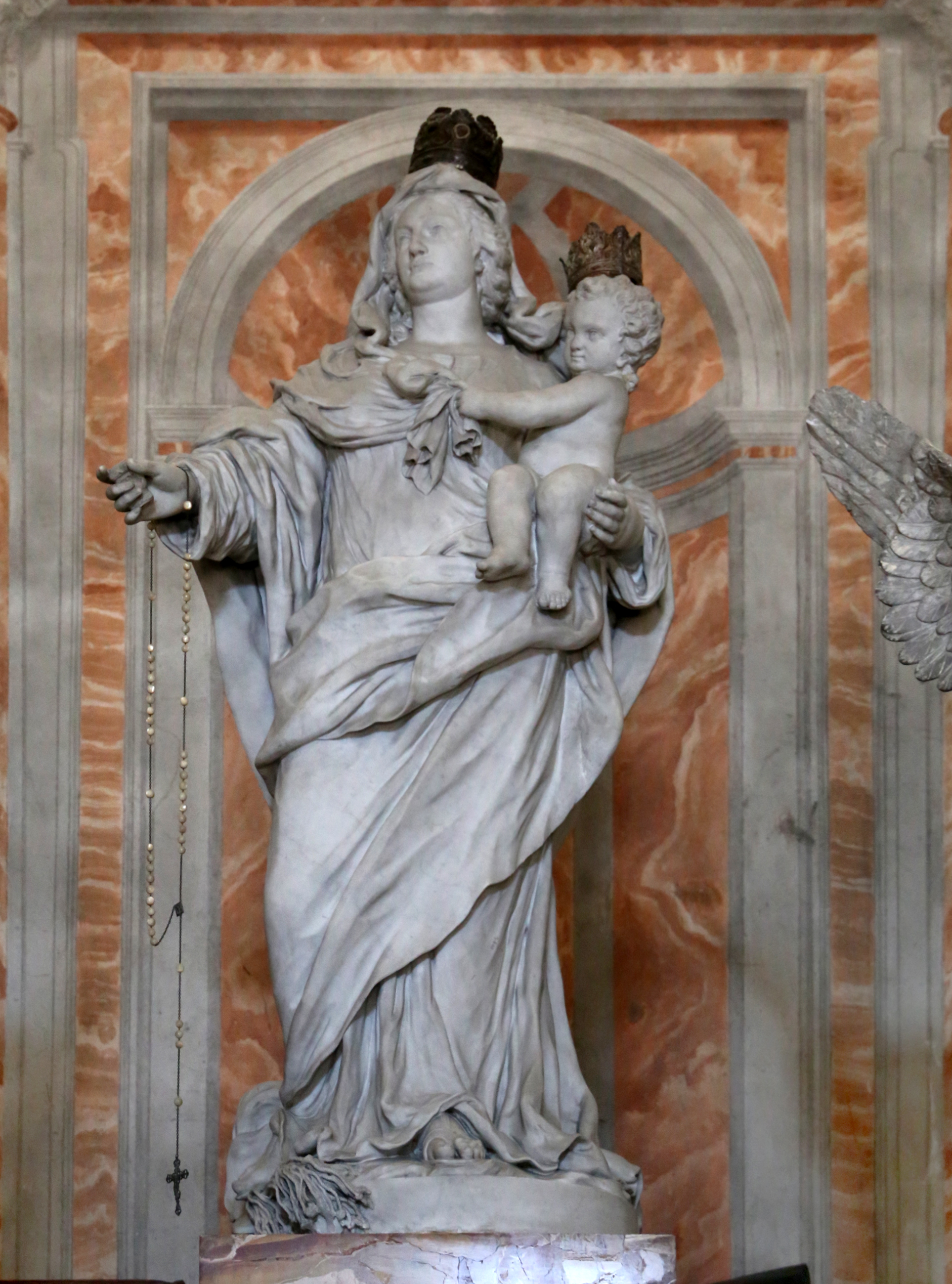
Madonna del Rosario (Iglesia de San Geremia, Venecia)
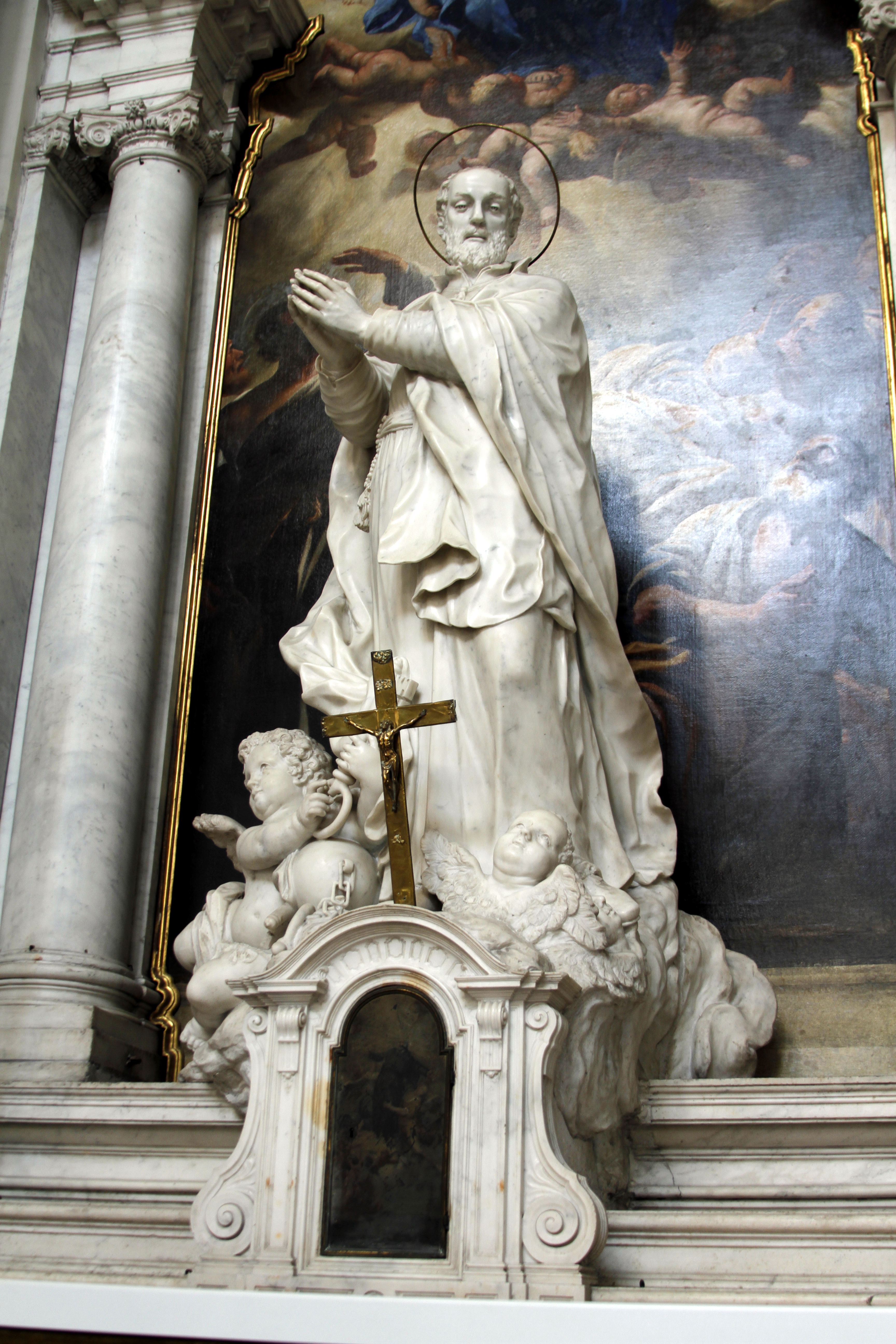
San Jerónimo Emiliani (Basílica de Santa Maria della Salute, 1767)